# Cleodoxus
Cleodoxus es un género de escarabajos longicornios de la tribu Acanthocinini.

## Especies
- Cleodoxus antonkozlovi Nascimento, 2018
- Cleodoxus carinatus (White, 1855)
- Cleodoxus tetralophus Monné M. L. & Monné M. A., 2017